# ديفيد لي (سياسي)
ديفيد لي (بالإنجليزية: David Lea)‏ هو سياسي أسترالي، ولد في 4 يوليو 1935 في المملكة المتحدة. انتخب عضو الجمعية التشريعية فيكتوريا.